# Torskens kommun
Torskens kommun (norska: Torsken kommune, nordsamiska: Doaskku suohkan) var en kommun i Troms fylke i norra Norge. Kommunen var belägen på den västra sidan av ön Senja och gränsade till Bergs kommun i norr och till Tranøy kommun i söder och öster. Kommunens centralort var tätorten Gryllefjord.
Den 1 januari 2020 gick kommunen upp i Senja kommun när denna bildades.

## Administrativ historik
Torskens kommun bildades 1902 genom en delning av Bergs kommun. 1964 överfördes ett område med 160 invånare (området söder om Selfjorden) till Tranøy kommun.
Den 1 januari 2020 slogs Torskens kommun ihop med Lenviks, Bergs och Tranøy kommuner och bildade Senja kommun.

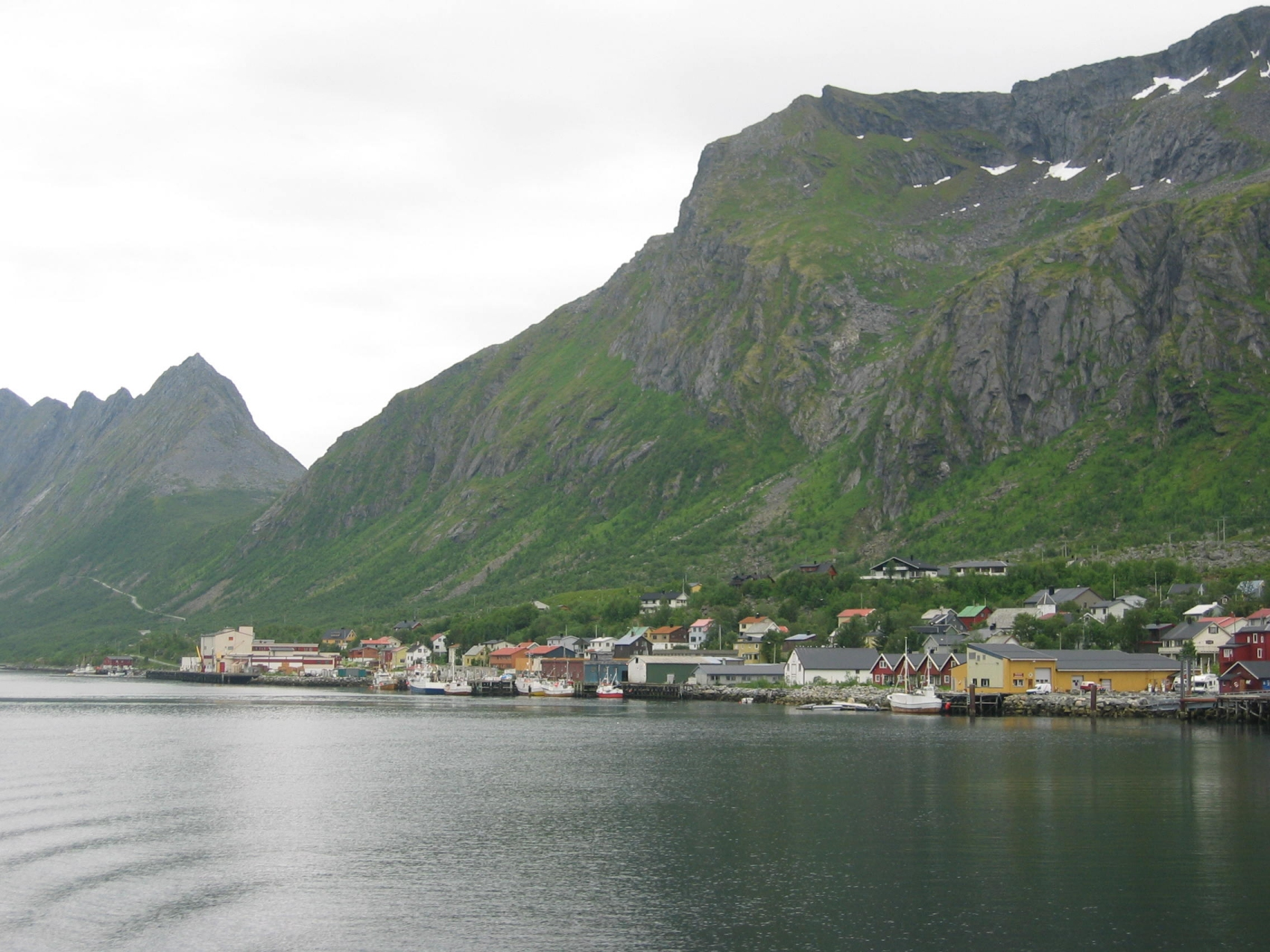
Gryllefjord.